# Eyre-tó
Az Eyre-tó Ausztrália legnagyobb tava és egyben a kontinens legmélyebb pontja; felszíne mintegy 15 méterrel a tengerszint alatt található, igen meleg és száraz, sivatagos területen. A tó a nevét a környék első európai felfedezője, Edward John Eyre után kapta. Az ausztrál Outback területén lévő tó és környéke Lake Eyre National Park néven nemzeti parkká van nyilvánítva.

## Földrajza
A Dél-Ausztrália közepén fekvő tó a valóságban nem is egy, hanem kettő. Mindkettő vizét több, időszakos folyó és kisebb vízfolyás szállítja. A teljes vízgyűjtő terület mintegy egymillió négyzetkilométer.
A két Eyre-tó összmérete 8030-tól 15 000 km²-ig szélsőségesen váltakozik; átlagos kiterjedése 9700 km², ez alapján a világ 13. legnagyobb tava. A két tavat a keskeny, 15 km hosszú Goyder-csatorna köti össze, melyben a víz a megfigyelések óta mindkét irányban áramlott már.
Az Északi Eyre-tó a nagyobb; 144 km hosszú és 77 km széles. A legmagasabb vízszintje 1974-ben volt, 5,7 m. A Déli Eyre-tó 64 km hosszú, 24 km széles. A legmagasabb vízszintje 3,7 m.
Az Eyre-tó furcsa tulajdonsága, hogy csupán ritkán van benne víz, mivel nagyon száraz környéken fekszik. Jórészt 20 cm vastag sóréteg tölti ki. Vélekedések szerint a tó százévenként csupán kétszer telik fel teljesen vízzel.
A tó időnként kenuzásra és vitorlázásra is használható. Ha elég mély a víz, lehetséges úszni a tóban, azonban mivel vize rendkívül sós, az érzékeny bőrt kicsípi, ezért ajánlatos nagyobb mennyiségű ivóvizet magunkkal vinni, amivel a bőr fürdés után lemosható (a tó lakatlan területen fekszik, a közelben infrastruktúra, így zuhany sincsen). A magas sótartalom miatt halak nem élnek a tóban.

## Az időjárással való kapcsolata

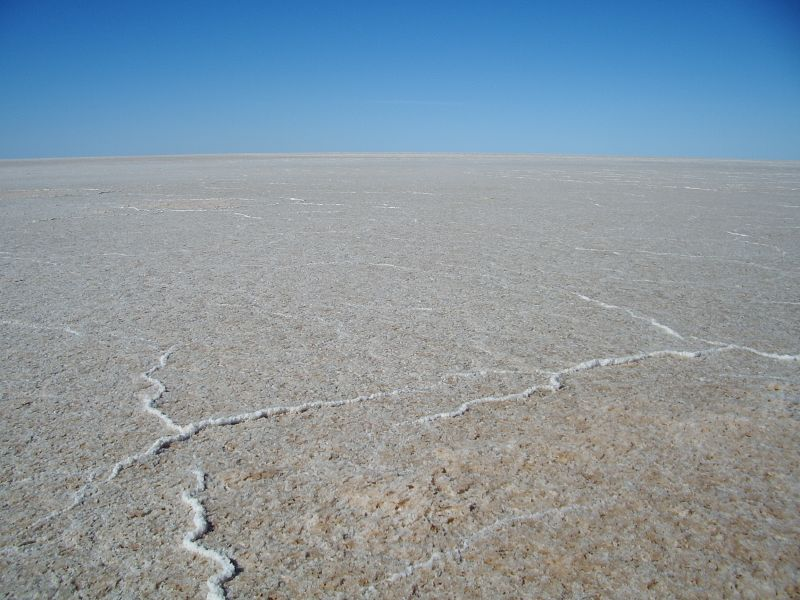
A kiszáradt, sóval borított tómeder

Ha a tó vízzel telik meg, a vízfelszín gyors párolgása miatt a környezetében megnövekszik az eső mennyisége. Ilyenkor az évi csapadék 125 mm körüli, szemben az átlagosan mért értékkel, ami kb. 60 mm). Megfigyelők szerint az egész kontinensen nedvesebb az időjárás, ha a tó tele van. Ez azonban valószínűleg annak a következménye, hogy eleve csapadékosabb időre van szükség ahhoz, hogy a tó megteljen vízzel.

## A tó felkeresése
Az Eyre-tó gyakorlatilag lakatlannak nevezhető, sivatagos területen fekszik. A parton néhány táblát leszámítva semminemű infrastruktúra nincs. A hely Ausztrália egyik legmelegebb és legszárazabb területe, nyáron gyakori az 50 fok közeli hőmérséklet is.
A legközelebbi jelentősebb település a hetven lakosú Marree 80 kilométerre délre, valamint a háromszázas lakosú Oodnadatta 130 kilométerre északnyugatra. A legközelebbi város a 200 kilométerre nyugatra fekvő Coober Pedy. A legközelebbi lakott hely William Creek, mintegy 55 kilométerre nyugatra a parttól. Ezen a mindössze néhány lakosú helyen szállás, étkezési lehetőség, üzemanyag, de légitaxi is igénybevehető.
A tavat kizárólag 100 kilométeres, vagy ennél is hosszabb földutakon lehet megközelíteni. A legfontosabb, a tó mellett vezető út a Marree, Oodnadatta és Marla közötti turisztikai földút, a mintegy 700 kilométer hosszú Oodnadatta Track. Ennek az útnak a mentén futott 1980-ig a régi The Ghan vasút, a tó mentén is több helyen megállt, kisebb farmok közelében. A régi vasút bezárásával sok hely elnéptelenedett, a régi állomások és a pálya romjai mai napig láthatók. A másik földút, mely a tó partjára visz, a Stuart Highway felől induló, mintegy 200 kilométeres Borefeld Road.
A tó legkönnyebben az egykori vasútállomás, Curdimurka Siding felől megközelíthető, az út 7 kilométernyi szakaszon közvetlenül a tóparton fut. Innen mintegy 70 kilométer Marree az Oodnadatta Trackon és 200 kilométer a Stuart Highway a Borefeled Roadon. Menetrendszerű járat egyik úton sincs, a tó csak egyénileg, vagy szervezett csoporttal kereshető fel. A hatalmas tó többi része nehezen megközelíthető. A hely elhagyatottsága miatt turistáknak fokozott óvatosságot kell tanúsítaniuk.